# ووردن
ووردن (به هلندی: Woerden) یک منطقهٔ مسکونی در هلند است که در استان اوترخت واقع شده‌است. ووردن ۰ متر بالاتر از سطح دریا واقع شده‌است.

## خواهرخوانده
شهر Steinhagen خواهرخواندهٔ ووردن هست.